# 重案组 (美国电视剧)
《重案组》（英語：Major Crimes）是由玛丽·麦克唐奈领衔主演的美国刑侦剧集。该剧是《罪案终结》的衍生剧，于2012年8月13日开始在特纳电视网上映。该剧第一季共有10集。第一季有超过700万的收视率，2012年9月27日TNT宣布续订第二季， 而第二季将在2013年6月10日播出。

## 剧情概述
在洛杉矶警察局副局长布兰达·李·约翰逊（凯拉·塞吉维克）离职后，由女警监雷德接过了重案组的领导工作，而团队成员则仍然因为过去的成见而无法接受她。

## 演职人员
《重案组》的绝大部分主演和常设角色都来自《罪案终结》：
| 演员                                  | 角色                            | 警衔                          | 隶属部门                                      | 出场季          |
| ------------------------------------- | ------------------------------- | ----------------------------- | --------------------------------------------- | --------------- |
| 玛丽·麦克唐奈（Mary McDonnell）       | 莎倫·雷德（Sharon Raydor）      | Captain(警监)                 | 重案组                                        | 1-              |
| G·W·贝里                              | 路易·普羅文薩（Louie Provenza） | Lieutenant（警督）            | 重案组                                        | 1–              |
| 托尼·丹尼森                           | 安迪·福林（Andy Flynn）         | Lieutenant（警督）            | 重案组                                        | 1–              |
| 迈克尔·保罗·陈                        | 麥克爾·陶（Michael Tao）        | Lieutenant（警督）            | 重案组                                        | 1–              |
| 雷蒙德·克鲁兹                         | 胡里奥·桑切斯（Julio Sanchez）  | Detective（警探）             | 重案组                                        | 1–              |
| Kearran Giovanni                      | 艾米·塞克斯（Amy Sykes）        | Detective（警探）             | 重案組                                        | 1-              |
| 菲利普·P·科尼                         | 巴兹·華生（Buzz Watson）        | 无警衔监控技术人员            | 重案组                                        | 1–              |
| Graham Patrick Martin                 | Rusty Beck                      |                               |                                               | 1-              |
| 喬納森·德爾·阿克（Jonathan del Arco） | 莫瑞尔斯（Fernando Morales）    | 法医                          | 洛杉矶县法医办公室                            | 1- （常设角色） |
| 罗伯特·格赛特                         | 羅素 · 泰勒（Russell Taylor）   | 行动部助理警长                | 洛杉矶警局                                    | 1– （常设角色） |
| Kathe Mazur                           | Andrea Hobbs                    | Deputy District Attorney      | Los Angeles County District Attorney's Office | 1-（常設角色）  |
| Nadine Velazquez                      | 艾瑪·瑞歐斯（Emma Rios）        | 副地区检察官                  | 洛杉矶地区检察官办公室                        | 2-              |
| 乔·特尼                               | 弗雷兹·霍華德（Fritz Howard）   | 特别调查员                    | 联邦调查局                                    | 1– （常設角色） |
| Ransford Doherty                      | Kendall                         | Medical Examiner Investigator | Los Angeles County Department of the Coroner  | 1-（常設角色）  |

该剧加入了以下新角色：
- 克瑞安·吉奥万尼（Kearran Giovanni）饰演警探艾米·席克斯。[9]
- 格拉汉·帕特里克·马丁（Graham Patrick Martin）饰演拉斯提·贝克。[10]

## 制作
2010年12月10日，特纳电视网宣布《罪案终结》第七季将于2011年春天开始制作，并且将是该剧的最终季。根据该电视网的说法，是凯拉·塞吉维克决定结束该剧的。
2011年1月30日，电视网宣布将在往常的15集预订基础上，为最后一季增订6集，增补的6集将为衍生剧打下基础。2011年5月18日，特纳电视网宣布衍生剧命名为《重案组》，并由玛丽·麦克唐纳领衔，第一季共预订10集。新剧的开场集紧随着《罪案终结》的大结局播出。

## 反响
《重案组》在Metacritic上获得了63/100的评分以及来自16名评论家的大致好评。 Newsday给了该剧B+的评分，表示该剧“写作、表演和指导都很犀利”，并补充道“制片人现在需要把一个（偶尔地）反派角色转化成一个全职的主角。让我们目睹蜕变的开始”。《洛杉矶时报》认为该剧“在悲剧和喜剧间找到了一个恰当的平衡”，认为玛丽·麦克唐纳的表演“多变而冷静，但是带有一种紧迫”。《娱乐周刊》认为《罪案终结》里的布兰达·李·约翰逊和《重案组》里的莎伦·雷德有着“本质的不同”，这不同之处“使得剧集也大为不同”，并补充道“我总是觉得雷德的冷静自信是对凯拉·塞吉维克饰演的强森的古灵精怪的一种调和”。《纽约时报》则认为该剧集“[选出]原来剧集里无聊透顶的角色当作新剧的核心角色”，并表示“《重案组》感觉就像是一个完全的《罪案终结》黑白拷贝，但是该系列剧的影迷们会十分怀念塞吉维克生动表现所带来的色彩”。

## 各季集數集播出起迄日期
| 季數 | 季數 | 集數 | 播映日期      | 播映日期       | DVD和蓝光發售日期 | DVD和蓝光發售日期 | DVD和蓝光發售日期    |
| 季數 | 季數 | 集數 | 播映開始日期  | 播映結束日期   | 第一區            | 第二區            | [DVD區域碼\|第四區]] |
| ---- | ---- | ---- | ------------- | -------------- | ----------------- | ----------------- | -------------------- |
|      | 1    | 10   | 2012年8月13日 | 2012年10月15日 | 2013年6月4日      | 2013年11月25日    | 2013年10月16日       |
|      | 2    | 19   | 2013年6月10日 | 2014年1月13日  | 2014年6月10日     | TBA               | 2014年6月25日        |
|      | 3    | 19   | 2014年6月9日  | 2015年1月12日  | TBA               | TBA               | TBA                  |
|      | 4    | 18   | 2015年6月8日  | TBA            | TBA               | TBA               | TBA                  |